# Кальві-делл-Умбрія

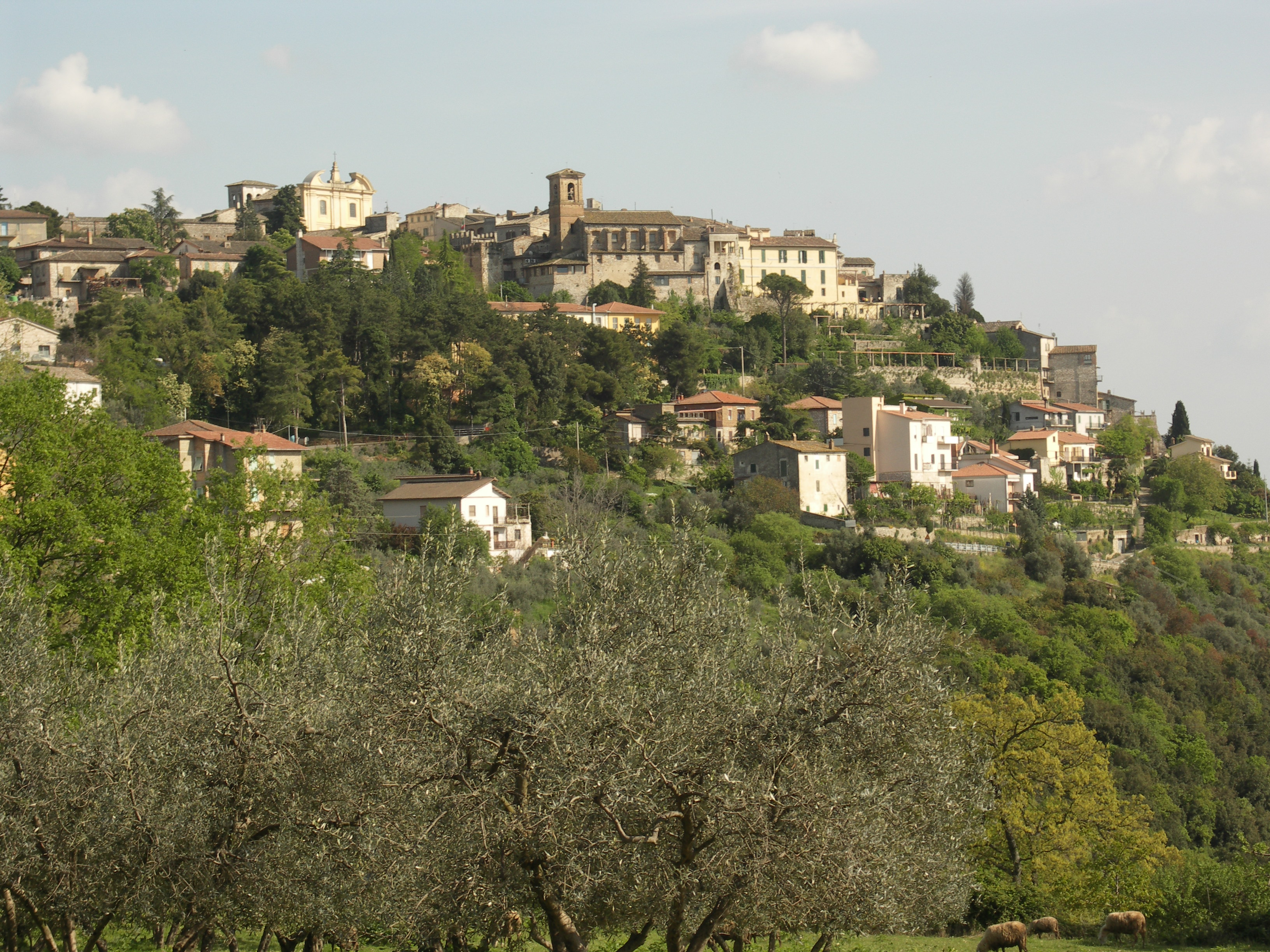

Кальві-делл-Умбрія (італ. Calvi dell'Umbria) — муніципалітет в Італії, у регіоні Умбрія, провінція Терні.
Кальві-делл-Умбрія розташоване на відстані близько 60 км на північ від Рима, 85 км на південь від Перуджі, 20 км на південь від Терні.
Населення — 1857 осіб (2014).
Покровитель — San Pancrazio.

## Демографія
Населення за роками:

Станом на 1 січня 2023 року в муніципалітеті офіційно проживало 128 іноземців з 26 країн, серед них 92 громадяни країн Євросоюзу та 3 громадяни України.

## Сусідні муніципалітети
- Конфіньї
- Галлезе
- Мальяно-Сабіна
- Монтебуоно
- Нарні
- Отриколі
- Стронконе
- Торрі-ін-Сабіна
- Ваконе